# ضاحية الجوهرة

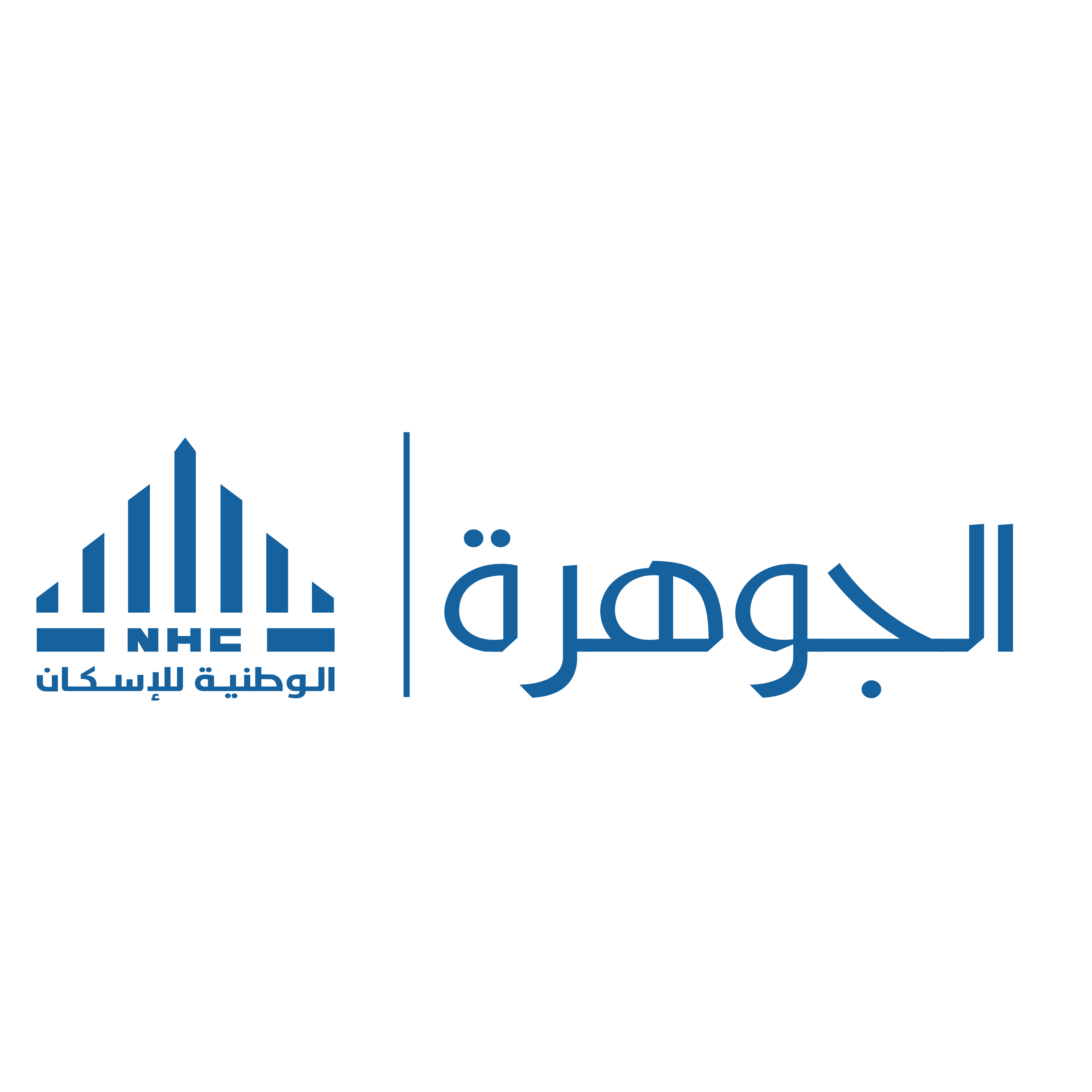
شعار الضاحية

ضاحية الجوهرة؛ هي أحد الضواحي السكنية الواقعة في منطقة مكة المكرمة، تتميز بموقعها الاستراتيجي في الجزء الشمالي من البحر الأحمر بجدة، على طريق الحرمين السريع مقابل مدينة الملك عبدالله الرياضية وعلى بعد نحو5 دقائق عن طريق المدينة المنورة السريع، وحوالي 15 دقيقة عن مطار الملك عبدالعزيز الدولي وكورنيش جدة، فيما تصل المسافة بين "الجوهرة" ووسط المدينة نحو 25 دقيقة، وتقع على مساحة تتجاوز 2,000,000 متر مربع.

## المصالح والخدمات الحكومية والأهلية
تحتوي الضاحية على مرافق حيوية متكاملة الخدمات والمرافق التعليمية والصحية والتجارية والترفيهية، بالإضافة إلى وجود المساحات الخضراء التي تحيط بممشى "البوليفارد" الذي يمتد في الضاحية بطول يتجاوز 2000 متر في أجواء حيوية تحيط بها واجهات المطاعم والمقاهي والمباني التجارية.

## وصلات خارجية
- ضاحية الجوهرة